# Alf Poier
Alf Poier (* 22. února 1967, Judenburg, Štýrsko) je rakouský hudebník, kabaretista, malíř a (jak se sám popisuje) „extrémní bavič“ a filozof. Na absurditě svých představení vytváří i obrazy a písně, které by se daly řadit do surrealismu.

## Vyznamenání

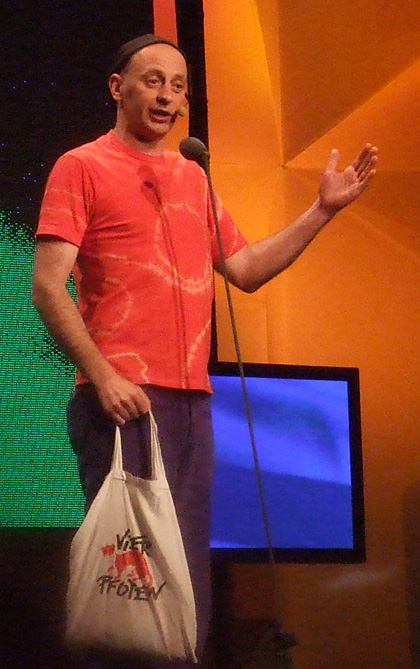
Alf Poier

- Alf Poier1998: Salzburger Stier – Bester österreichischer Nachwuchskabarettist
- 2000: Deutscher Kleinkunstpreis – kategorie Kleinkunst
- 2000: Prix Pantheon Jurypreis – Frühreif & Verdorben
- 2000: Deutscher Comedypreis – Bester Newcomer
- 2002: Österreichischer Kabarettpreis Karl – hlavní cena za „Mitsubischi“

## Diskografie
- Himmel, Arsch & Gartenzwerg, CD, 1996
- Zen, CD, 2001*
- Alf singt die schönsten Lieder mit Band, CD, 2003, ASIN B000076HRI
- Weil der Mensch Zählt, CD, 2003, ASIN B00008Q03U
- Reh-Port 2003, 2003
- Mitsubischi, DVD, ASIN B0000C173D